# Ejército General del Aire (Japón)
El Ejército General del Aire (航空総軍 Kōkū Sōgun) fue una unidad militar japonesa responsable de la defensa del país contra los ataques aéreos aliados durante los últimos meses de la Segunda Guerra Mundial. El Ejército General del Aire se formó en abril de 1945 para coordinar mejor las defensas aéreas de Japón en respuesta a la creciente ofensiva aérea contra Japón y la invasión esperada del país más tarde ese año. El ejército se disolvió tras el final de la guerra.